# Сюар, Эммануэль-Селестен
Эммануэль-Селестен Сюар (фр. Emmanuel-Célestin Suhard; 5 апреля 1874, Брен-сюр-ле-Марш, Франция — 30 мая 1949, Париж, Франция) — французский кардинал. Епископ Байё и Лизьё с 6 июля 1928 по 23 декабря 1930. Архиепископ Реймса с 23 декабря 1930 по 11 мая 1940. Архиепископ Парижа с 11 мая 1940 по 30 мая 1949. Кардинал-священник с 16 декабря 1935, с титулом церкви Сант-Онофрио с 19 декабря 1935.
Его роль во время оккупации Франции была двойственной. С одной стороны, он публично принимал участие в крупных пропагандистских акциях режима Виши и высказывался в поддержку режима (в частности, в панихиде по жертвам союзных бомбардировок, в государственных похоронах Филиппа Анрио и т.д.). С другой стороны, он неоднократно ходатайствовал как перед Петэном, так и перед германскими властями о смягчении участи заложников и против антисемитизма, оказывал содействие Исаю Шварцу, главе еврейской общины Франции.